# BMTフランクリン・アベニュー線

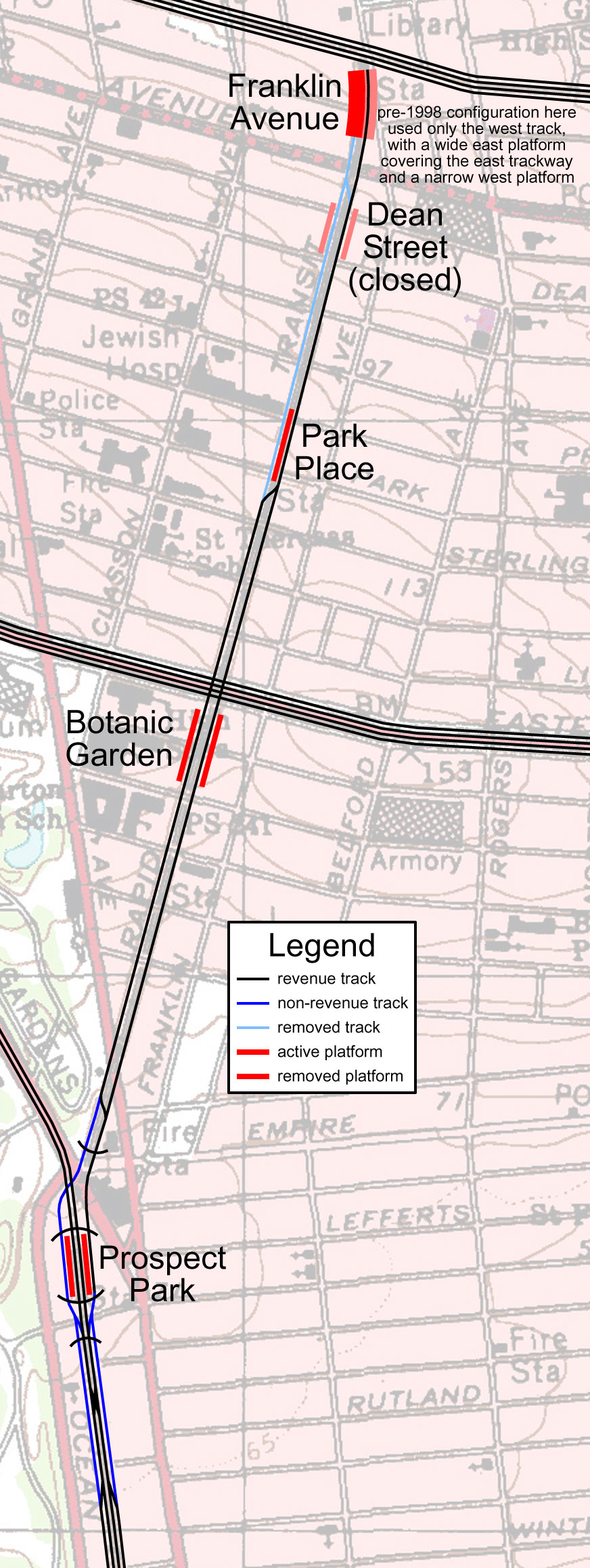
フランクリン・アベニュー・シャトル路線図

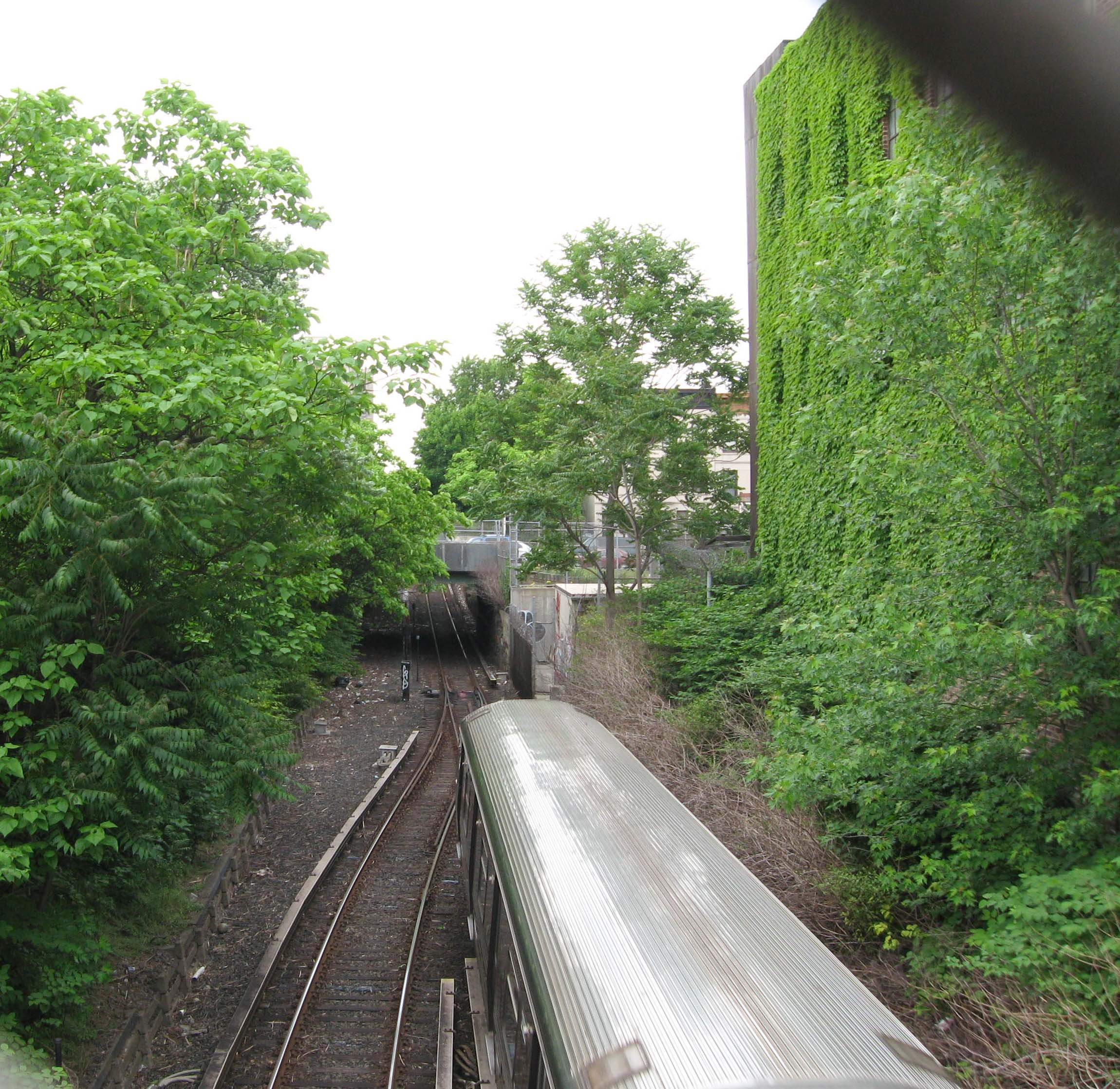
掘割にある北行線

BMTフランクリン・アベニュー線（BMTフランクリン・アベニューせん、BMT Franklin Avenue Line）はニューヨーク市ブルックリン区内を走るニューヨーク市地下鉄の路線である。終日フランクリン・アベニュー・シャトルが運行されている。過去にはBMTブライトン線と直通運転を行っていたため、ブライトン-フランクリン線（Brighton-Franklin Line）とも呼ばれていた。

## 年表
- 1878年8月18日: フランクリン・アベニュー線はブルックリン・フラットブッシュ・アンド・コニー・アイランド鉄道（Brooklyn, Flatbush and Cony Island Railway, BF&CI）の最後の開業区間（他の区間は6週間前に開業していた）として開業した。これにより、BF&CIの列車はベッドフォードでロングアイランド鉄道に接続することでブルックリン区の中心街にアクセスできるようになった。このときはベッドフォード駅からパーク・プレイス駅まで地上を走り、そこからプロスペクト・パーク駅までは堀割を通っていた。
- 1896年: 斜路と短い高架線でキングス・カウンティ高架鉄道（Kings County Elevated Railway, KCERy）と接続され、ブルックリン橋からブライトン・ビーチまでKCERyの列車が運転されるようになった。BF&CIの列車はベッドフォード駅から運転されていたが、まもなく休止となった。このとき、線路は維持されていた。
- 1899年: フランクリン・アベニュー線を含むブライトン線が架空電車線方式で電化された。第三軌条方式の車両はフランクリン・アベニュー駅でトロリーポールを上げて入線していた。様々な理由から、蒸気機関車列車も数年間運転され続けた。
- 1905-06年: 既存の高架部分とオープンカット部分を接続するために高架化が行われ、パーク・プレイス駅付近に最後まで残っていた踏切が撤去された。その後の数年間に、既存の橋梁の強化または架け替えが行われ、高架線取付部の一部は法面をコンクリートとした築堤上を通るようになった。
- 1920年8月1日:  ブライトン・ビーチ線がフラットブッシュ・アベニュー地下の連絡線でBMTブロードウェイ線と接続された。同時に、フルトン・ストリート高架線との接続はブルックリン橋の通行ができなくなったことから取り止めになった。ニューヨーク市内からの地下鉄とフランクリン・アベニュー駅からの高架線はコニー・アイランドまで共同で運行した。
- 1924年: 夏（当時コニー・アイランドはニューヨーク最大のサマーリゾートで、夏は大変な人出であった）に向けて、ホームが延長され、地下鉄車両に対応できるよう改修された。
- 1928年: フランクリン・アベニュー線内の高架鉄道列車の運転が終了した。
- 1963年: ブライトン線を経由して通し運転を行っていたブライトン・ビーチ線各駅停車の運転が終了した。これ以降、フランクリン・アベニュー線は終日シャトル運行となった。
- 1999年: 駅や支援設備を含む完全な建て直しを経て再開業した。メトロポリタン・トランスポーテーション・オーソリティ（MTA）は1990年代末に老朽化を理由に廃止を検討したが、地域の圧力を受けて再建する方針に改めた。

## 線路番号と運用

### 線路番号
| 始点                       | 終点                        | 番号        | 備考                                                                                              |
| -------------------------- | --------------------------- | ----------- | ------------------------------------------------------------------------------------------------- |
| フランクリン・アベニュー駅 | パーク・プレイス駅構内      | O2          | 双方向通行の単線。                                                                                |
| パーク・プレイス駅 南端    | プロスペクト・パーク駅 北端 | O1-O2       | O1 は南行線。                                                                                     |
| プロスペクト・パーク駅     | プロスペクト・パーク駅      | A1-A3-A4-A2 | A1 はほとんど使われない。 A3・A4はブライトン線で、 フランクリン・アベニュー線は通常A2を使用する。 |

### 運行パターン
| 運行系統 | 時間帯 | 区間 |
| -------- | ------ | ---- |
|          | 終日   | 全線 |

## 駅一覧
| ネイバーフッド （おおよその位置）     | バリアフリー・アクセス | 駅名                             | 運行系統 | 開業日        | 乗換・備考 |
| ------------------------------------- | ---------------------- | -------------------------------- | -------- | ------------- | --- |
| ベッドフォード＝スタイベサント        | バリアフリー・アクセス | フランクリン・アベニュー駅       | S        | 1896年8月15日 | A C （INDフルトン・ストリート線） |
| ベッドフォード＝スタイベサント        |                        | ベッドフォード駅                 |          | 1878年8月18日 | 1896年にフランクリン・アベニュー駅が開業するまで終端駅であった。敷地はディーン・ストリート駅（廃駅）に利用された。線路およびいくつかの施設は、1904年から1905年にかけて再建された際に切り離されるまで維持されていた。 |
| ベッドフォード＝スタイベサント        |                        | ディーン・ストリート駅           |          | 1896年8月15日 | 1899年に廃止、1901年10月28日に再開業、1995年に再び廃止。現在は解体撤去済み。 |
| クラウン・ハイツ                      | バリアフリー・アクセス | パーク・プレイス駅               | S        | 1900年頃      | |
| クラウン・ハイツ                      |                        | ボタニック・ガーデン駅（二代目） | S        | 1928年9月30日 | 2 3 4 5 （IRTイースタン・パークウェイ線フランクリン・アベニュー駅で乗換） |
| クラウン・ハイツ                      |                        | コンシューマーズ・パーク駅       |          | 1899年6月19日 | 1924年にボタニック・ガーデン駅（初代）に改称され、1928年に廃止。現在は解体撤去済み。 |
| フラットブッシュ                      | バリアフリー・アクセス | プロスペクト・パーク駅           | S        | 1878年7月2日  | B Q （BMTブライトン線） |
| BMTブライトン線に接続（定期列車なし） |                        |                                  |          |               | |

=